# قلعه ماهیگیر

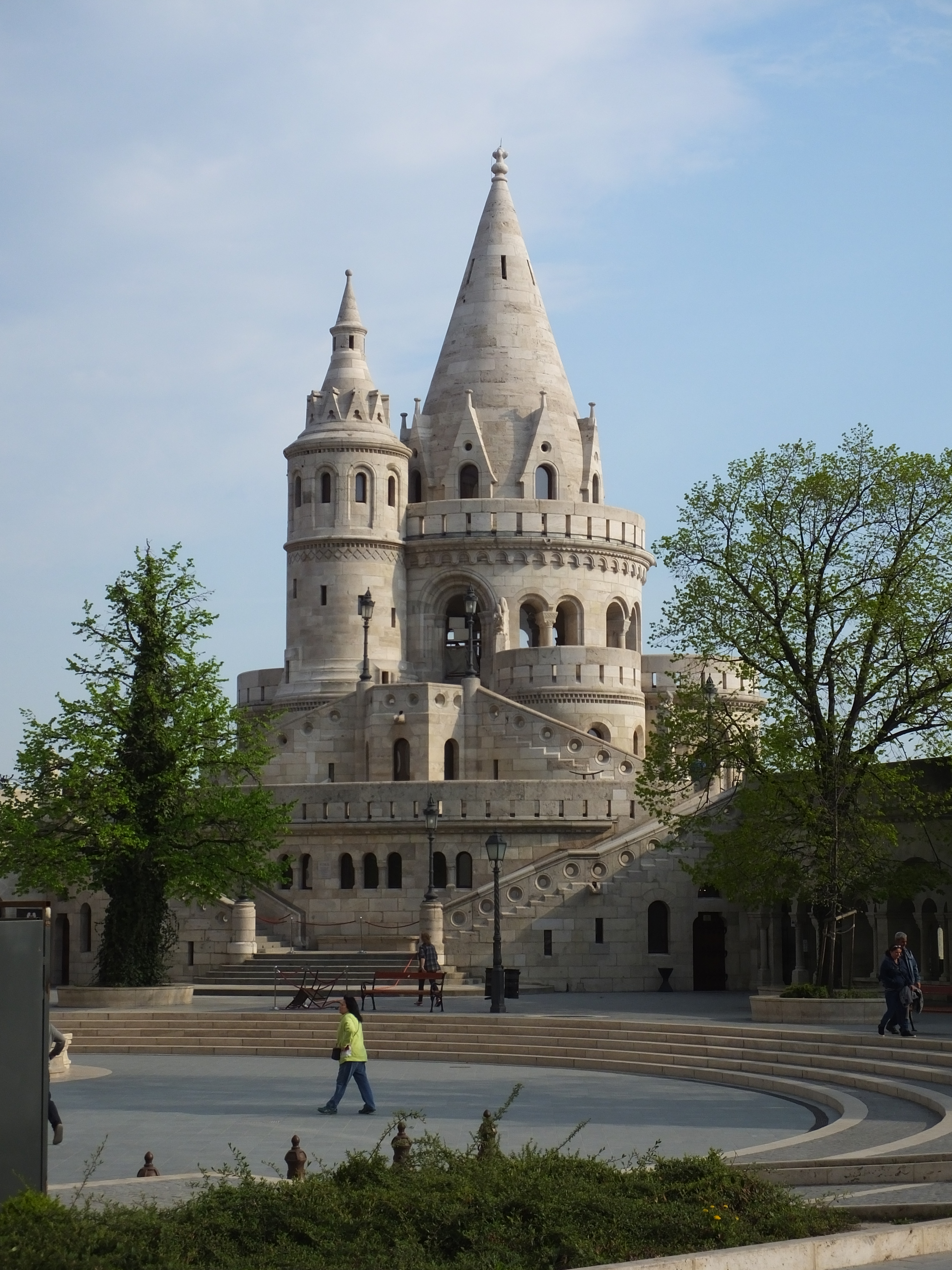
قلعه ماهیگیر - بوداپست، مجارستان

قلعه ماهیگیر (مجاری: Halászbástya؛ هالاس‌باشتیا) یک قلعه با معماری نئوگوتیک و نئوکلاسیک در بودا، کنار ساحل دانوب و روی تپه قلعه بودا در نزدیکی کلیسای ماتیاش و یکی از مشهورترین مناظر بوداپست و نماد آن است. این قلعه در ‎۱۸۹۵–۱۹۰۲ ساخته شد و در جنگ جهانی دوم تقریباً نابود گردید.

## نام
یک دلیل برای نام ماهیگیر به این دلیل است که دفاع بوداپست یکی از مسئولیت‌های ماهیگیران بوده‌است، در عین حال احتمال بیشتری وجود دارد که نامش را از بخشی از شهر به نام شهر ماهیگیران گرفته باشد. در سمت دیوار شمالی، جایی که بلندترین برج قلعه قرارگرفته پله‌راهی وجود دارد که شهر را به قلعه وصل کرده و ماهیگیران از آن طریق به بازار ماهی می‌رفتند.